# MVP de la Final Four de la Liga de Campeones de baloncesto
El premio MVP de la Final Four de la Basketball Champions League se entrega al jugador de baloncesto que ha exhibido el juego más excepcional durante la Final Four de la Basketball Champions League. El premio lo otorga la FIBA. El premio existe desde la temporada inaugural 2016-17.

## Ganadores
| Jugador (X)  | Número de veces que el jugador consiguió el galardón                                        |
| Nacionalidad | Nacionalidad según esté registrado en la FIBA, un jugador puede tener varias nacionalidades |

| Temporada | Jugador         | Posición | Nacionalidad        | Club                     | Ref.  |
| --------- | --------------- | -------- | ------------------- | ------------------------ | ----- |
| 2016–17   | Marius Grigonis | Alero    | Lituania            | Iberostar Tenerife       | [ 1 ] |
| 2017–18   | Mike Green      | Base     | Estados Unidos      | AEK                      | [ 2 ] |
| 2018–19   | Kevin Punter    | Escolta  | Estados Unidos      | Segafredo Virtus Bologna | [ 3 ] |
| 2019–20   | Thad McFadden   | Escolta  | Estados Unidos      | San Pablo Burgos         | [ 4 ] |
| 2020–21   | Vítor Benite    | Escolta  | Brasil              | San Pablo Burgos         | [ 5 ] |
| 2021–22   | Marcelo Huertas | Base     | Brasil              | Lenovo Tenerife          | [ 6 ] |
| 2022–23   | T. J. Shorts    | Base     | Macedonia del Norte | Telekom Baskets Bonn     | [ 7 ] |
| 2023–24   | Kendrick Perry  | Base     | Montenegro          | Unicaja Malaga           | [ 8 ] |
| 2024–25   | Tyson Carter    | Escolta  | Estados Unidos      | Unicaja Malaga           | [ 9 ] |